# Tunicata
Sous-embranchement
Synonymes
- Urochorda Ray Lankester, 1877
- Urochordata Balfour, 1881

Les Tuniciers, Tuniciens ou Tunicés (Tunicata), anciennement Urochordés (Urochordata), sont des animaux qui appartiennent à l'embranchement des Chordés. Ils comptent 3 000 espèces dont 1230 sont des caducicordés. En plus d'un stade larvaire caractéristique des Chordés, les Tuniciers possèdent une « tunique » produite par l'épiderme et recouverte d'une cuticule. Selon leur stade, ils alternent la nage libre et une forme directement fixée au support.
Certains tuniciers sont des individus solitaires, mais d'autres se reproduisent par bourgeonnement et deviennent des colonies, chaque individu étant alors défini comme un zoïde.
Des études scientifiques ont mis en évidence que ce groupe à la morphologie pourtant simple en apparence est en réalité le plus proche parent des vertébrés.

## Organisation des Tuniciers

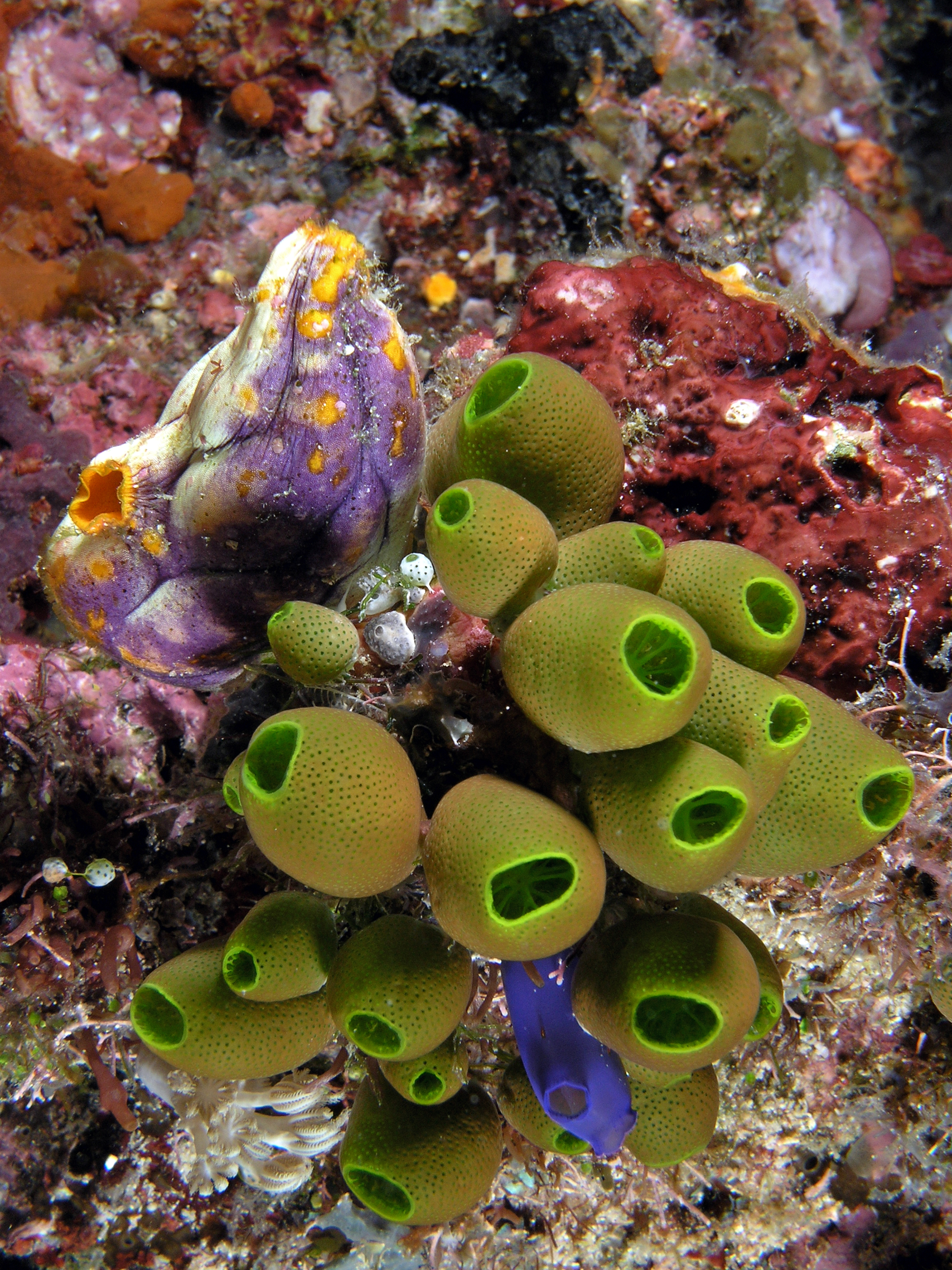
Plusieurs espèces d'ascidies au parc national de Komodo, Atriolum robustum en vert, Polycarpa aurata en violet et jaune et Rhopalaea spp. en bleu.

### Caractères
Au stade larvaire, sont présents les caractères des Chordés :
- une notochorde présente uniquement dans la partie postérieure de l'animal (définition des Urochordés), qui assure la rigidité de la queue ;
- un tube neural dorsal, qui présente à l'avant une fonction sensorielle (la plage photosensible, dorsale, est constituée de 15 à 20 photorécepteurs, trois cellules cristallines et une cellule pigmentaire ; ventralement se trouve une cellule statoréceptrice contenant un statolithe[3]) et motrice (ganglion dit « viscéral » innervant les muscles de la queue) ;
- un pharynx ventral (qui, chez de nombreuses espèces ne se développe qu'après la métamorphose) percé de fentes branchiales.

Selon l'hypothèse de Garstang, la larve devint au cours de l'évolution le stade dominant dans le cycle vital, et tous les Chordés descendants possèdent les caractéristiques de la larve des Tuniciers (néoténie) : une chorde, des fentes pharyngiennes, une queue post-anale, et un tube nerveux dorsal. Cela fait très probablement des tuniciers les plus proches parents des vertébrés, même si leur apparence évoque plus facilement des éponges (pour les ascidies) ou des méduses (pour les tuniciers pélagiques).
Les Tuniciers sont également caractérisés par leur « tunique » (définition des tuniciers), produite par l'épiderme puis secondairement colonisée par des cellules d'origine sanguine ou conjonctive, constituée d'eau, de protéines et de cellulose. Ce glucide fut d'abord identifié par  Carl Schmidt (en) en 1845 comme « proche » de la cellulose, dont on ne croyait pas encore qu'elle pouvait être produite par un animal, fut d'abord appelé tunicine. Les tuniciers disposent d'un gène fonctionnel de cellulose-synthétase, obtenu par transfert horizontal de gènes en provenance d'une bactérie,,,. La tunique est recouverte d'une cuticule constituée de scléroprotéines.
Le cycle biologique classique des Tuniciers est marqué par la succession d'un stade larvaire nectonique (nageant librement) et d'un stade adulte libre ou (le plus souvent) sessile. Les Tuniciers réalisent souvent une importante reproduction asexuée par bourgeonnement.

## Systématique
Les autres Chordés sont :
- les Céphalochordés (20 espèces) ;

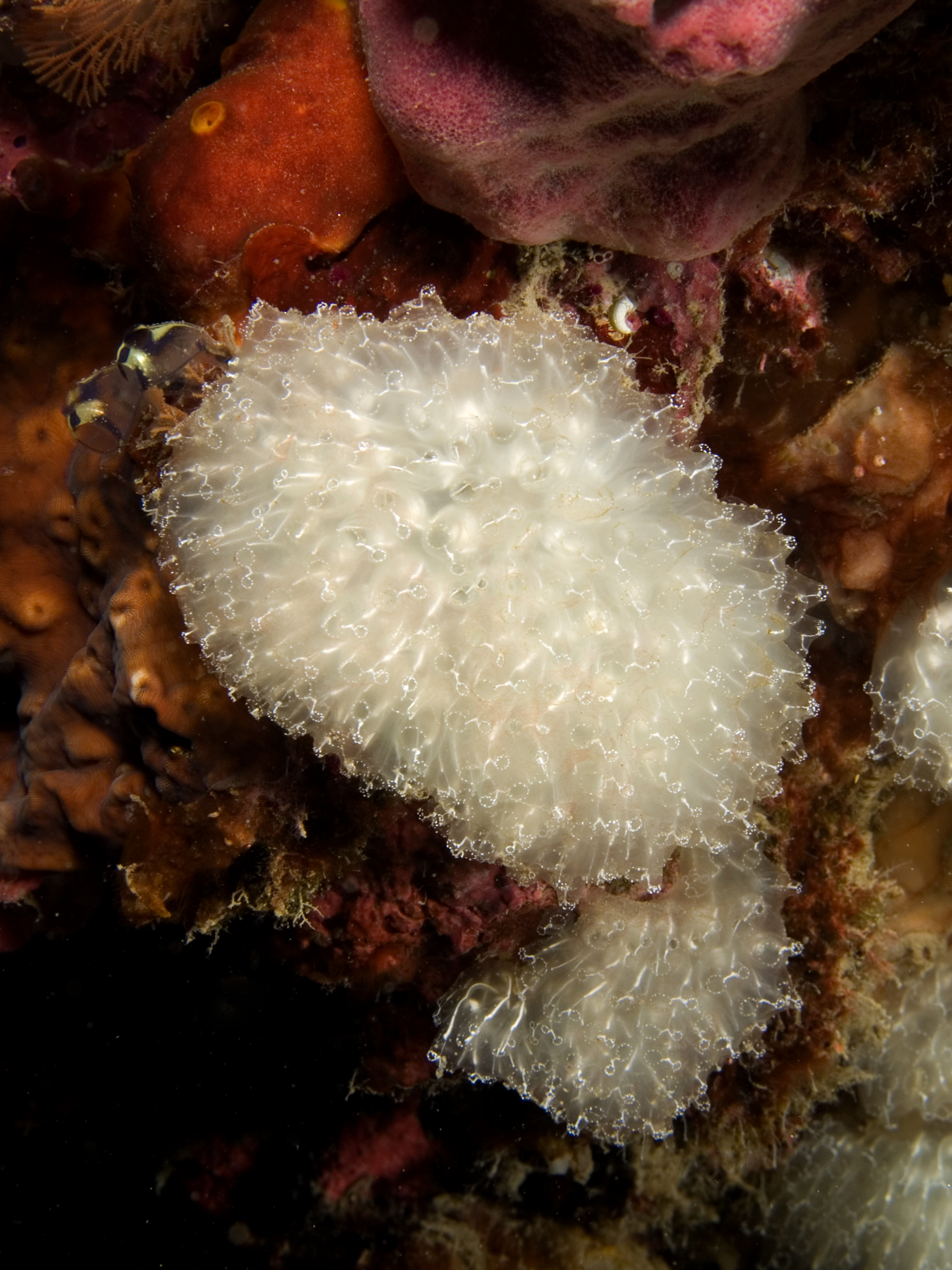
Diazona sp.

- les Crâniés ou Crâniates (45 000 espèces).

Les Prochordés rassemblaient les groupes des Tuniciers et des Céphalochordés. Ces embranchements remontent à environ 530 Ma.
Des études récentes tendent à prouver que les Tuniciers sont plus proches des Vertébrés (Vertebrata) que les Céphalochordés. Les vertébrés et les Tuniciers formeraient ainsi le clade monophylétique des Olfactoriens.

### Historique du taxon
Pendant longtemps, jusqu'en 1870, les animaux constituant ce groupe ont été classés comme parents des Mollusques. En effet, les formes adultes ne justifient guère leur place dans le groupe de Chordés : s'ils possèdent bien un pharynx branchial, il y a absence de tube neural et absence de notochorde. Ce sont les travaux de l'embryologiste russe Alexandre Kovalevski qui ont démontré que ces animaux présentaient les caractéristiques des Chordés à l'état larvaire (qui par ailleurs rappelle, par son organisation, les Céphalochordés).

### Phylogénie
Il existe 3 classes de Tuniciers ; celle des Ascidies est vraisemblablement polyphylétique :

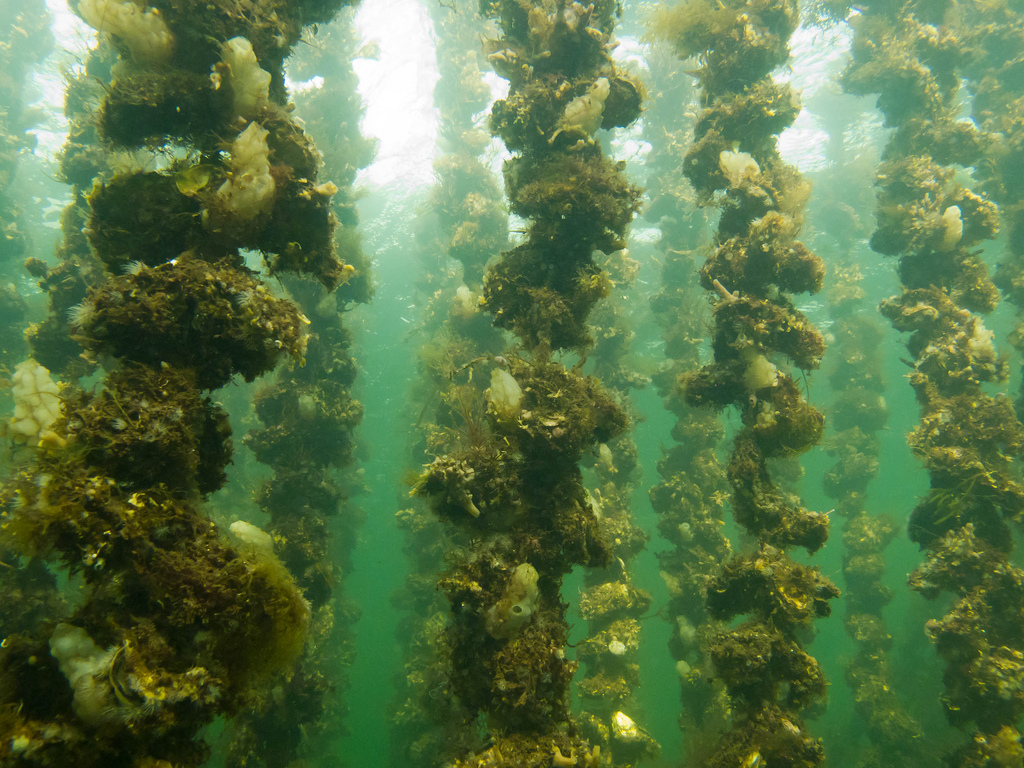
Phallusia mammillata (Ascidies blanches) fixées sous des tables ostréicoles de l'étang de Thau.

- Ascidies
La larve se fixe irréversiblement sur un support solide et subit une métamorphose radicale : la chorde, la queue et le tube neural disparaissent. Le pharynx ou sac branchial s'hypertrophie et assure la nutrition et la respiration de l'animal en filtrant l'eau : celle-ci entre dans le pharynx par le siphon oral, traverse sa paroi par de multiples fentes branchiales (ou « stigmates »), passe dans une deuxième cavité entourant le pharynx (l'atrium) pour être finalement expulsée par le siphon atrial[9]. Les échanges gazeux se font au passage de l'eau dans les stigmates, tandis que les particules nutritives sont interceptées par un filtre de mucus tapissant la paroi interne du pharynx, et conduites vers l'œsophage, l'estomac et le rectum. Le rectum s'ouvre également dans l'atrium et les fèces sont expulsées avec le courant d'eau par le siphon atrial.
L'ectoderme sécrète une tunique composée de tunicine (polysaccharide proche de la cellulose).
La tunique grandit avec l'animal.

- Thaliacés (salpes, dolioles et pyrosomes)
Ce sont des organismes pélagiques en forme de tonneau. Le cycle reproducteur est constitué d'une alternance de phases sexuées (hermaphrodites) et de phases asexuées. Les larves ne possèdent pas toujours de chorde.

- Appendiculaires ou larvacés
Le même plan d'organisation larvaire se maintient chez l'adulte (néoténie).

|  | Doliolida |
|  |           |
|  | Salpida   |
|  |           |

|  | Phlebobranchia  |
|  |                 |
|  | Aplousobranchia |
|  |                 |

|  | Doliolida |
|  |           |
|  | Salpida   |
|  |           |

|  | Phlebobranchia  |
|  |                 |
|  | Aplousobranchia |
|  |                 |

|  | Molgulidae                                             |
|  |                                                        |
|  | \| \| Styelidae \| \| \| \| \| \| Pyuridae \| \| \| \| |
|  |                                                        |
|  | Styelidae                                              |
|  |                                                        |
|  | Pyuridae                                               |
|  |                                                        |

|  | Styelidae |
|  |           |
|  | Pyuridae  |
|  |           |

|  | Molgulidae                                             |
|  |                                                        |
|  | \| \| Styelidae \| \| \| \| \| \| Pyuridae \| \| \| \| |
|  |                                                        |
|  | Styelidae                                              |
|  |                                                        |
|  | Pyuridae                                               |
|  |                                                        |

|  | Styelidae |
|  |           |
|  | Pyuridae  |
|  |           |

|  | Doliolida |
|  |           |
|  | Salpida   |
|  |           |

|  | Phlebobranchia  |
|  |                 |
|  | Aplousobranchia |
|  |                 |

|  | Doliolida |
|  |           |
|  | Salpida   |
|  |           |

|  | Phlebobranchia  |
|  |                 |
|  | Aplousobranchia |
|  |                 |

|  | Molgulidae                                             |
|  |                                                        |
|  | \| \| Styelidae \| \| \| \| \| \| Pyuridae \| \| \| \| |
|  |                                                        |
|  | Styelidae                                              |
|  |                                                        |
|  | Pyuridae                                               |
|  |                                                        |

|  | Styelidae |
|  |           |
|  | Pyuridae  |
|  |           |

|  | Molgulidae                                             |
|  |                                                        |
|  | \| \| Styelidae \| \| \| \| \| \| Pyuridae \| \| \| \| |
|  |                                                        |
|  | Styelidae                                              |
|  |                                                        |
|  | Pyuridae                                               |
|  |                                                        |

|  | Styelidae |
|  |           |
|  | Pyuridae  |
|  |           |

|  | Doliolida |
|  |           |
|  | Salpida   |
|  |           |

|  | Phlebobranchia  |
|  |                 |
|  | Aplousobranchia |
|  |                 |

|  | Doliolida |
|  |           |
|  | Salpida   |
|  |           |

|  | Phlebobranchia  |
|  |                 |
|  | Aplousobranchia |
|  |                 |

|  | Molgulidae                                             |
|  |                                                        |
|  | \| \| Styelidae \| \| \| \| \| \| Pyuridae \| \| \| \| |
|  |                                                        |
|  | Styelidae                                              |
|  |                                                        |
|  | Pyuridae                                               |
|  |                                                        |

|  | Styelidae |
|  |           |
|  | Pyuridae  |
|  |           |

|  | Molgulidae                                             |
|  |                                                        |
|  | \| \| Styelidae \| \| \| \| \| \| Pyuridae \| \| \| \| |
|  |                                                        |
|  | Styelidae                                              |
|  |                                                        |
|  | Pyuridae                                               |
|  |                                                        |

|  | Styelidae |
|  |           |
|  | Pyuridae  |
|  |           |

|  | Doliolida |
|  |           |
|  | Salpida   |
|  |           |

|  | Phlebobranchia  |
|  |                 |
|  | Aplousobranchia |
|  |                 |

|  | Doliolida |
|  |           |
|  | Salpida   |
|  |           |

|  | Phlebobranchia  |
|  |                 |
|  | Aplousobranchia |
|  |                 |

|  | Molgulidae                                             |
|  |                                                        |
|  | \| \| Styelidae \| \| \| \| \| \| Pyuridae \| \| \| \| |
|  |                                                        |
|  | Styelidae                                              |
|  |                                                        |
|  | Pyuridae                                               |
|  |                                                        |

|  | Styelidae |
|  |           |
|  | Pyuridae  |
|  |           |

|  | Molgulidae                                             |
|  |                                                        |
|  | \| \| Styelidae \| \| \| \| \| \| Pyuridae \| \| \| \| |
|  |                                                        |
|  | Styelidae                                              |
|  |                                                        |
|  | Pyuridae                                               |
|  |                                                        |

|  | Styelidae |
|  |           |
|  | Pyuridae  |
|  |           |

### Taxinomie
Selon World Register of Marine Species (21 avril 2017) :
- classe Appendicularia
  - ordre Copelata
- classe Ascidiacea (ascidies)
  - ordre Aplousobranchia
  - ordre Phlebobranchia
  - ordre Stolidobranchia

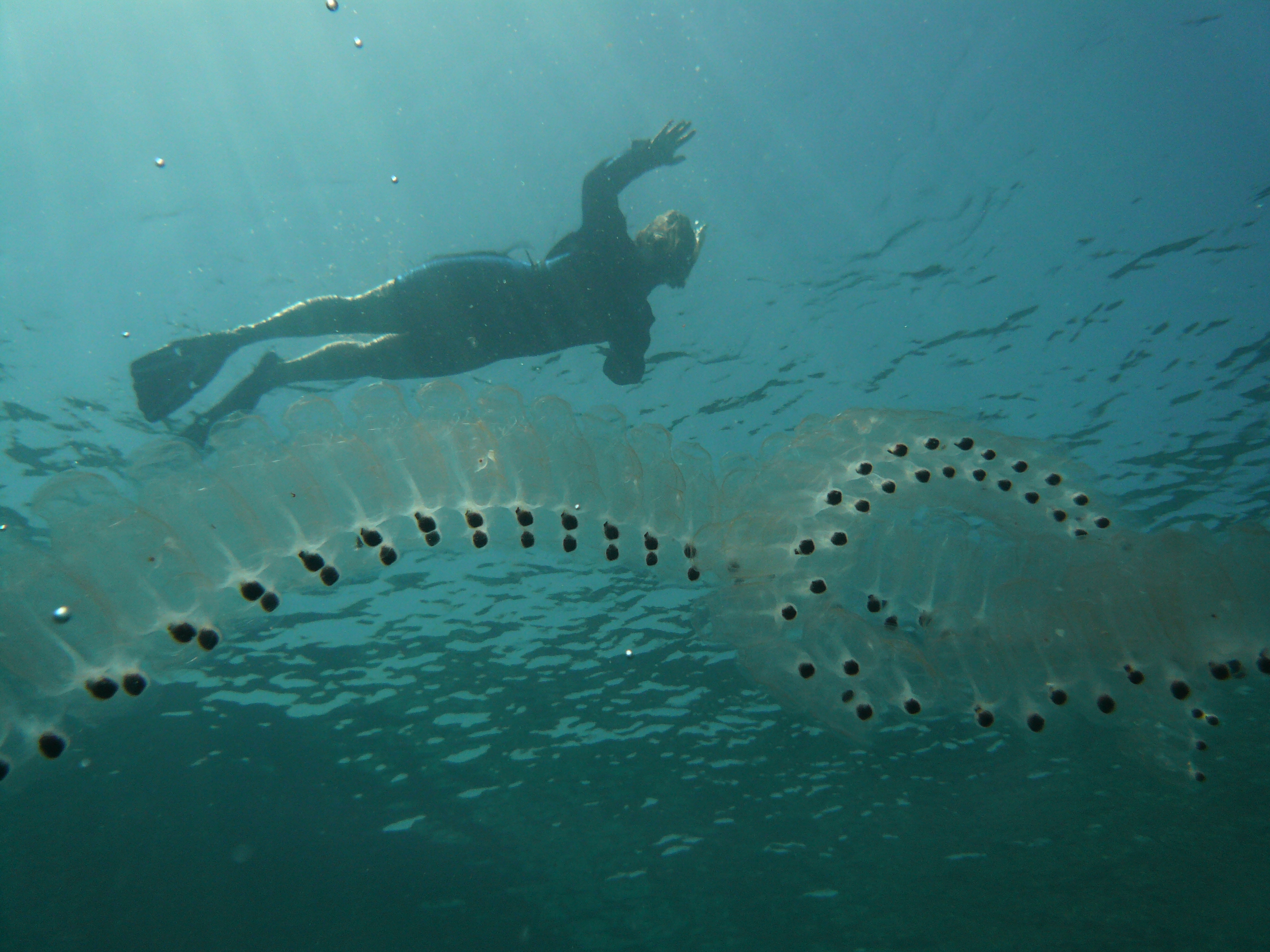
Une colonie de salpes.

- classe Thaliacea (tuniciers pélagiques)
  - ordre Doliolida
  - ordre Pyrosomatida
  - ordre Salpida

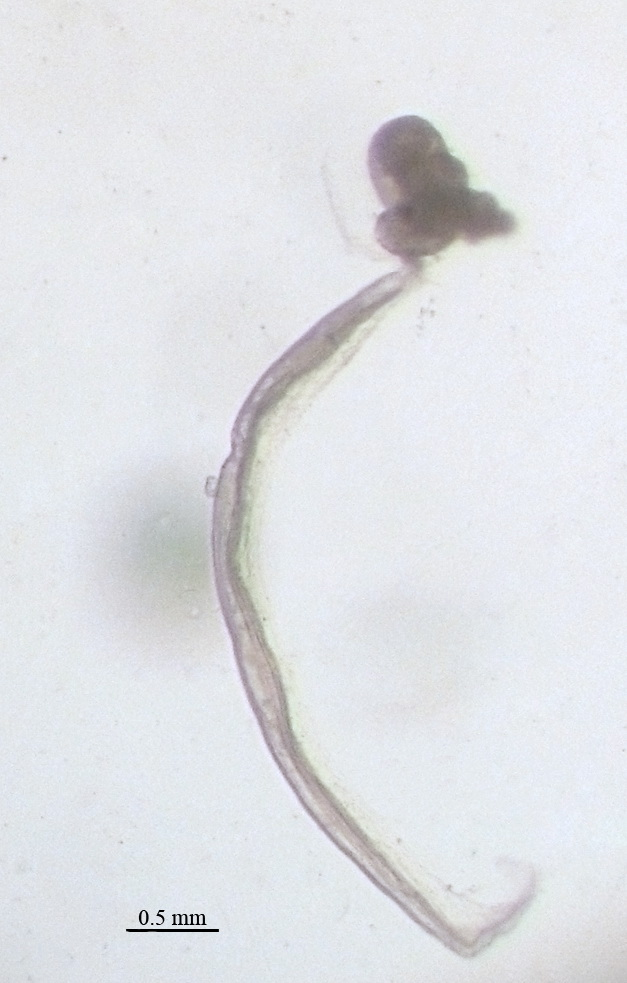
Oikopleura dioica, un Copelata
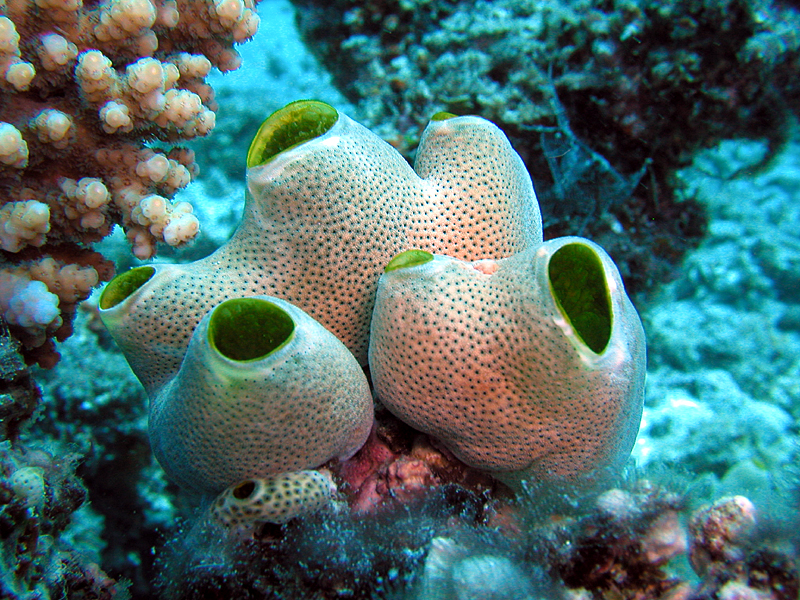
Didemnum molle, une Aplousobranchia
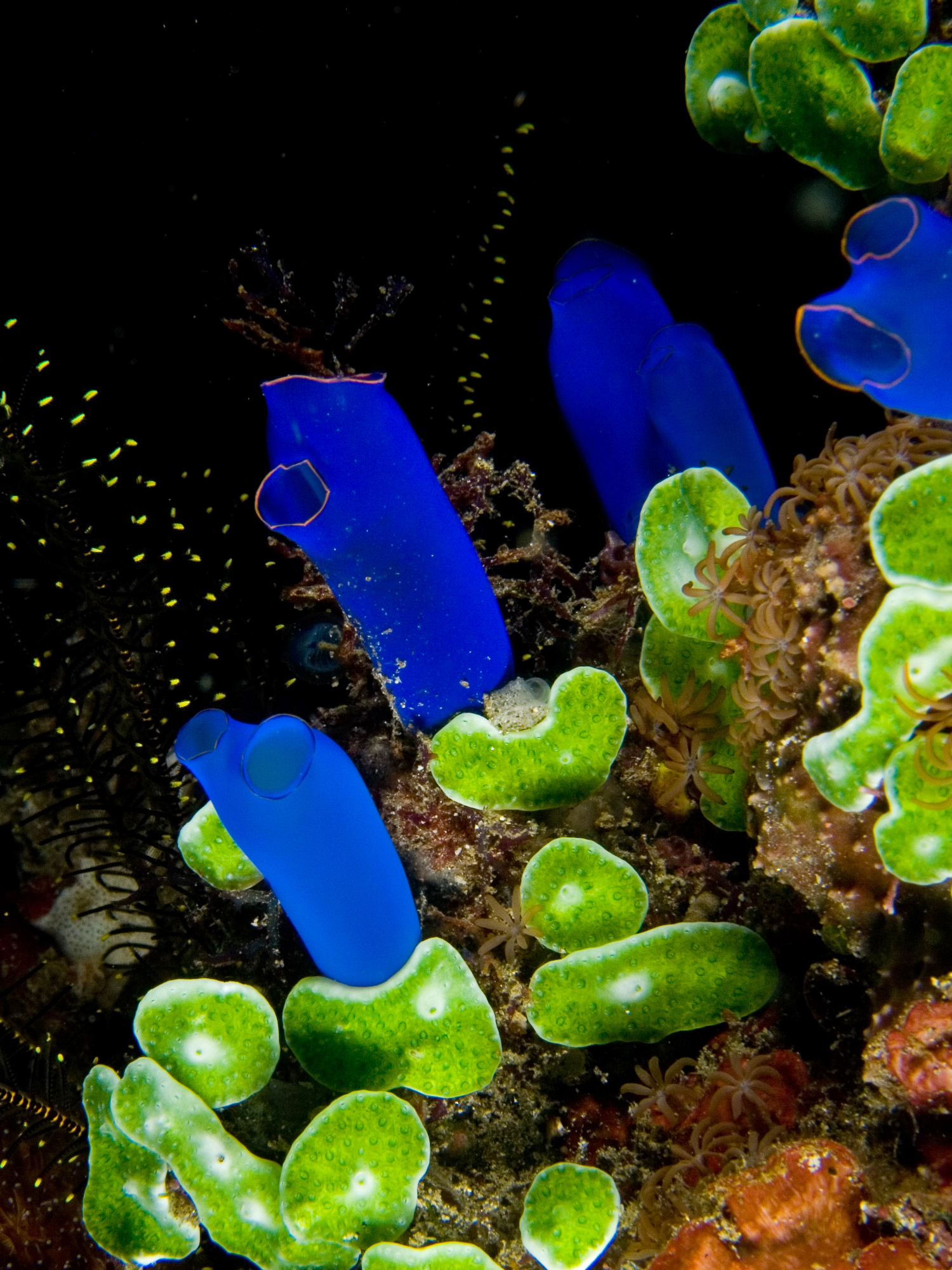
Diplosoma virens, une Phlebobranchia
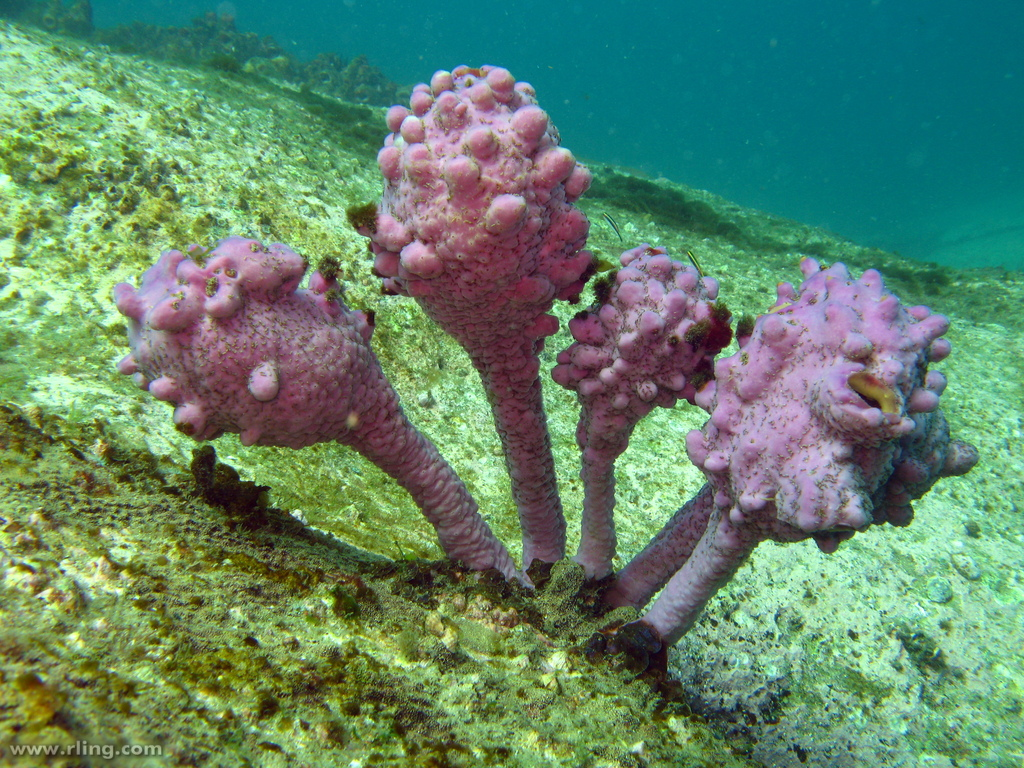
Pyura spinifera, une Stolidobranchia
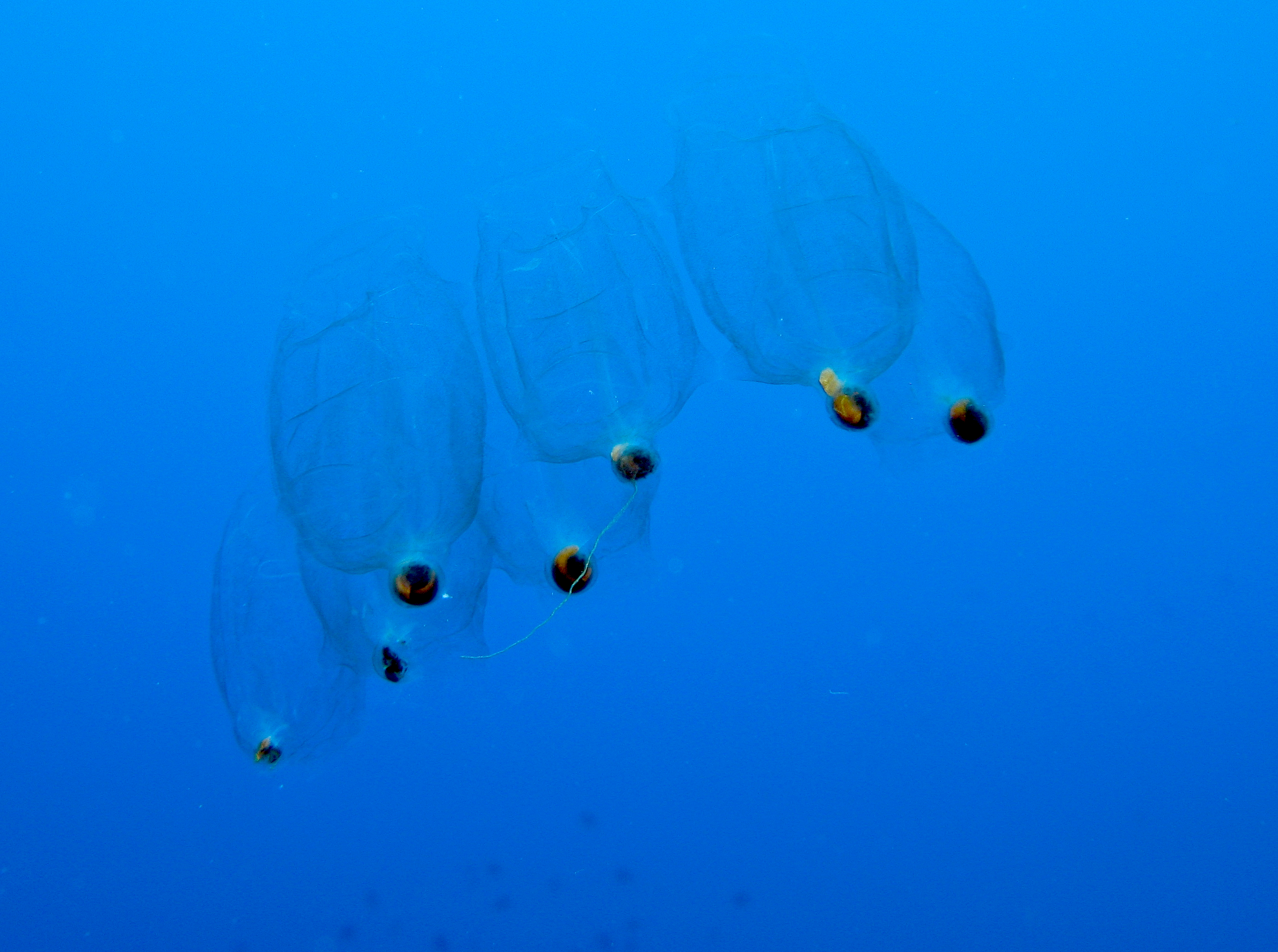
Cyclomyaria sp., une colonie de Doliolida
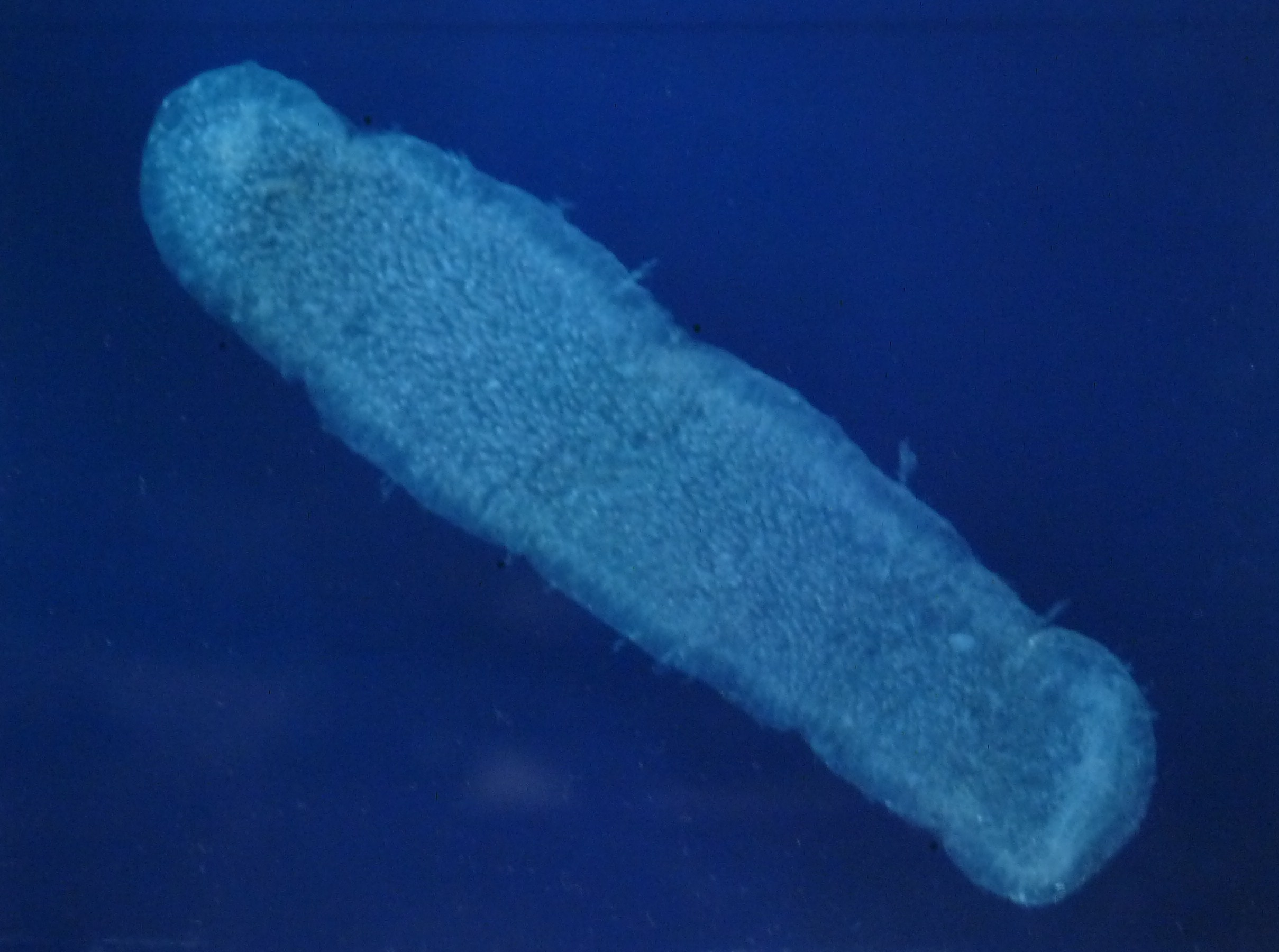
Pyrosoma atlanticum, un Pyrosomatida